# Viện Thượng nghị sĩ Bolivia
Viện Thượng nghị sĩ (tiếng Tây Ban Nha: Cámara de Senadores) là thượng viện của Hội đồng Lập pháp Đa dân tộc của Bolivia. Thành phần và quyền hạn của thượng viện được quy định trong Hiến pháp Chính trị của Nhà nước và một số điều luật khác. Thượng viện là cơ quan lập pháp của đất nước, mỗi thượng nghị sĩ đại diện cho các bộ của họ. Phòng họp nằm trong tòa nhà Cung Lập pháp ở Plaza Murillo, La Paz.
Thượng viện có 36 ghế. Mỗi bộ trong 9 bộ của chính phủ sẽ có 4 thượng nghị sĩ được bầu theo cơ chế đại diện tỷ lệ (bằng phương pháp d'Hondt). (Từ năm 1985 đến năm 2009, thượng viện có 27 ghế gồm 3 ghế cho mỗi khu vực: 2 ghế từ đảng hoặc người có nhiều phiếu bầu nhất, 1 ghế cho đảng đứng thứ hai.) Các thượng nghị sĩ được bầu từ danh sách ứng cử và sẽ giữ chức trong 5 năm. Độ tuổi tối thiểu để ngồi ghế ở thượng viện là 35.
Thượng viện được thành lập vào năm 1831, sau đó bị giải thể và được tái lập vào năm 1878.
Trước khi Hiến pháp năm 2009 được thông qua, cơ quan này có tên là Thượng viện Quốc gia (tiếng Tây Ban Nha: Senado Nacional).